# かしわ台駅
かしわ台駅（かしわだいえき）は、神奈川県海老名市柏ケ谷一丁目にある、相模鉄道相鉄本線の駅である。駅番号はSO17。
座間市、綾瀬市との市境に近い。以前はかしわ台管区として、相模大塚 - 当駅間を管理していた。現在、旧かしわ台管区は全駅海老名管区となっている。

## 歴史
- 1967年（昭和42年）4月9日：後にかしわ台駅が設置される地にかしわ台工機所（現・かしわ台車両センター）完成。
- 1975年（昭和50年）8月17日：当地の相模大塚方に存在した大塚本町駅のさがみ野駅への改称・移転と同時に、300メートルほど海老名方に新設する形でかしわ台駅として開業[1]。
  - 移転前の大塚本町駅の駅舎がかしわ台駅の東口駅舎、ホームが連絡通路として活用されることとなった。その後東口駅舎は全面建て替えとなった。
- 1997年（平成9年）3月20日：東口新駅舎完工。
- 2013年（平成25年）9月16日：かしわ台管区が廃止となり、海老名管区に統合される。
- 2021年（令和3年）
  - 12月5日：3・4番線ホームでホームドアの使用を開始[2]。
  - 12月19日：1・2番線ホームでホームドアの使用を開始[2]。
- 2024年（令和6年）9月30日：柏ケ谷地区での住居表示実施に伴い、所在地表記が柏ケ谷1026番地から現表記に変更される。

### 駅名の由来
当駅所在地の「柏ケ谷（かしわがや）」に由来する。なお、柏ケ谷の地名の由来については「柏ケ谷#地名の由来」を参照のこと。

## 駅構造
島式ホーム2面4線を有する地上駅。
改札口は西口と東口の2箇所がある。西口は橋上駅舎であり、エレベーター・エスカレーターが設置されている。東口はかつての大塚本町駅（現・さがみ野駅）のものを活用したもので、ホームから駅舎まで350メートル程の長い通路で連絡している。
駅構内には、相模鉄道の車両基地および車両検修施設であるかしわ台車両センターがある。その関係で、横浜発の最終電車は当駅止まりである。

### のりば
| 番線 | 路線     | 方向 | 行先                                                                           |
| ---- | -------- | ---- | ------------------------------------------------------------------------------ |
| 1・2 | 相鉄本線 | 下り | 海老名方面                                                                     |
| 3・4 | 相鉄本線 | 上り | 横浜・湘南台（二俣川のりかえ）・羽沢横浜国大・JR線直通・新横浜・東急線直通方面 |

- 1・3番線が主本線で、2・4番線は待避線（副本線）である。
- 2番線から発車する定期旅客列車は、2025年3月15日現在は存在しない。
- 4番線から発車する定期旅客列車は、2025年3月15日現在は平日早朝5本、土休日早朝1本のみとなっている。
- 上記以外で2・4番線を使用する列車は基本的に車両センターへ入出庫する回送列車のみであるが、まれに臨時列車や車両交換で使用する場合もある。

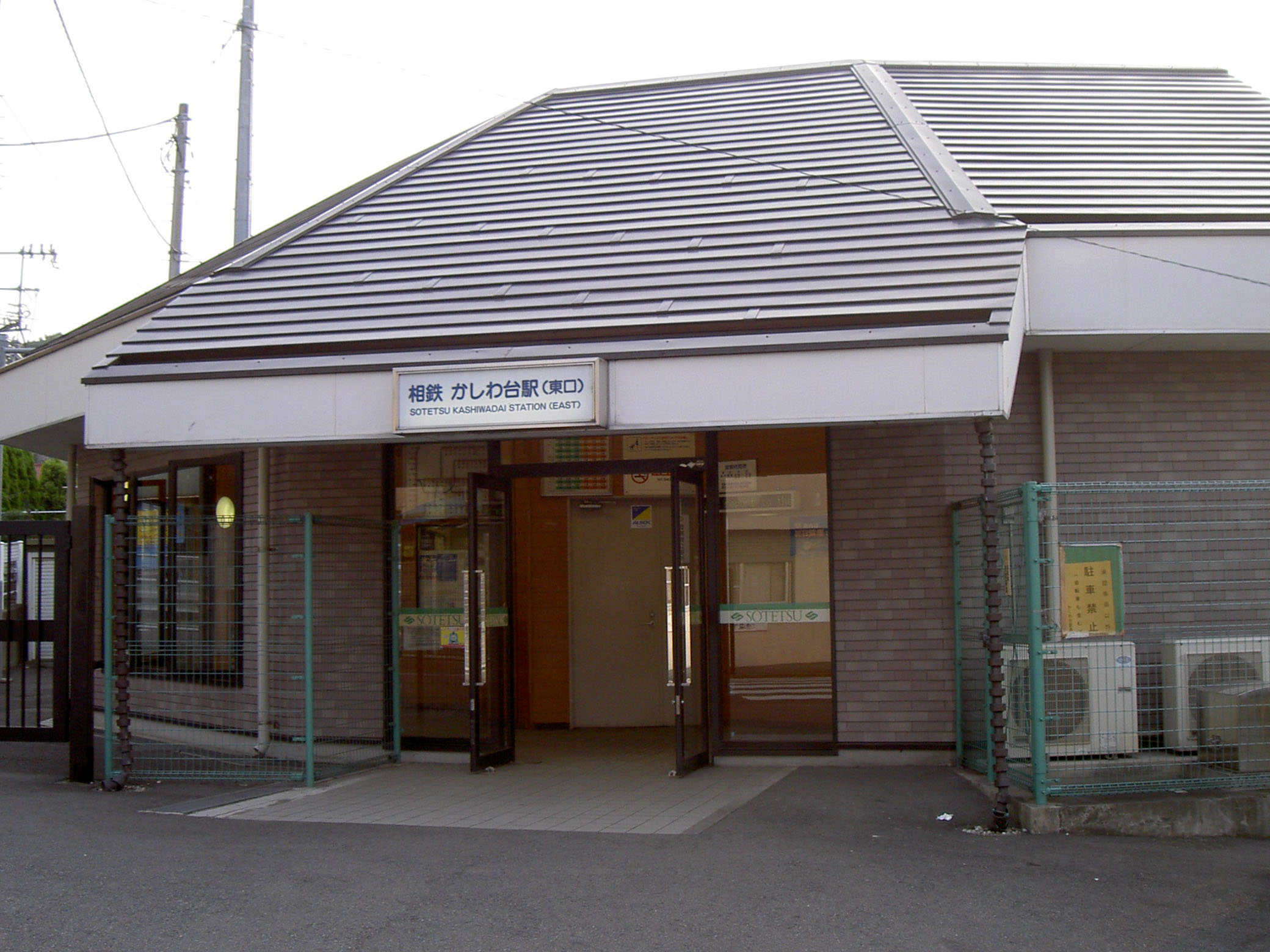
東口（2006年8月）
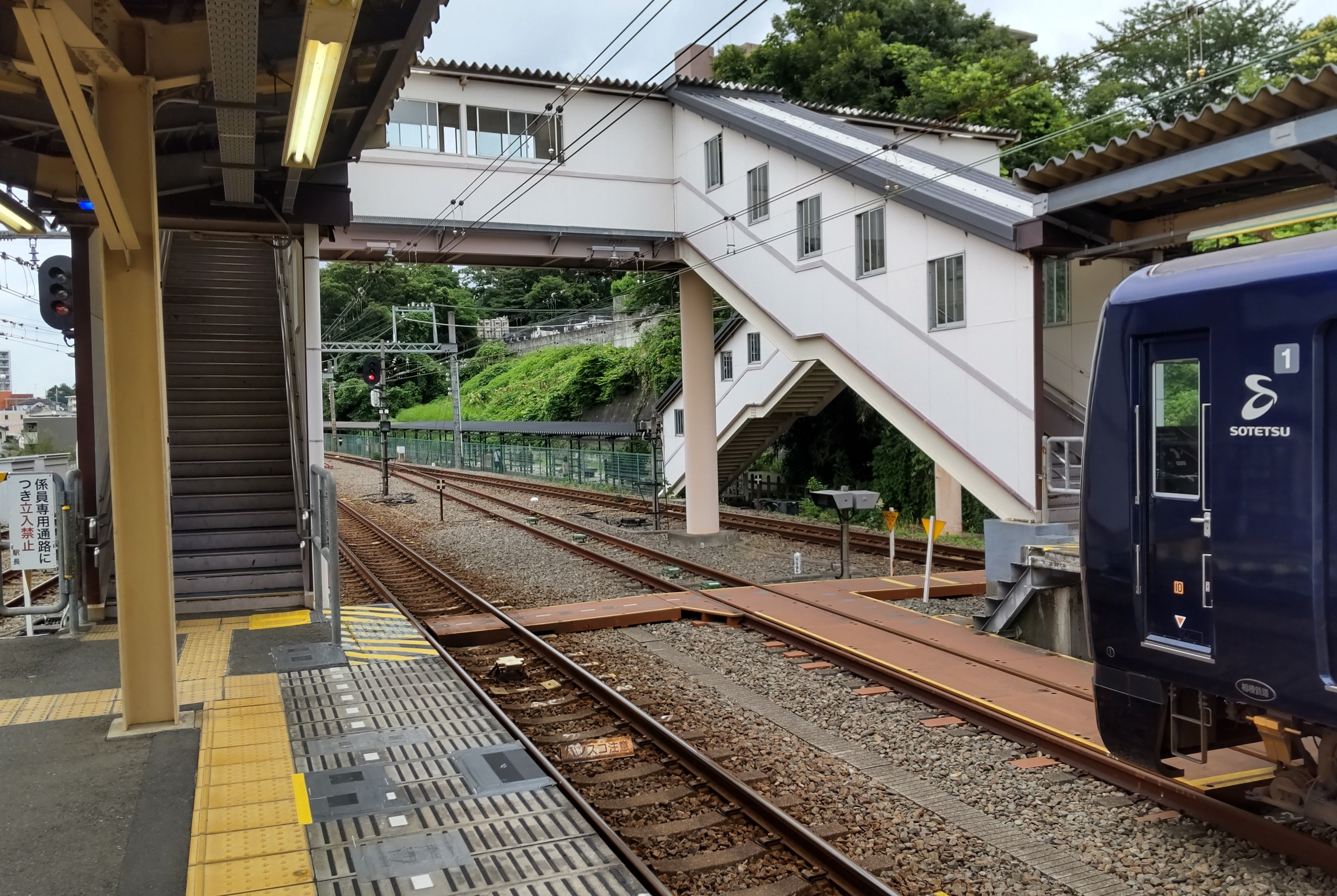
下りホームから東口への通路を望む（2021年6月）
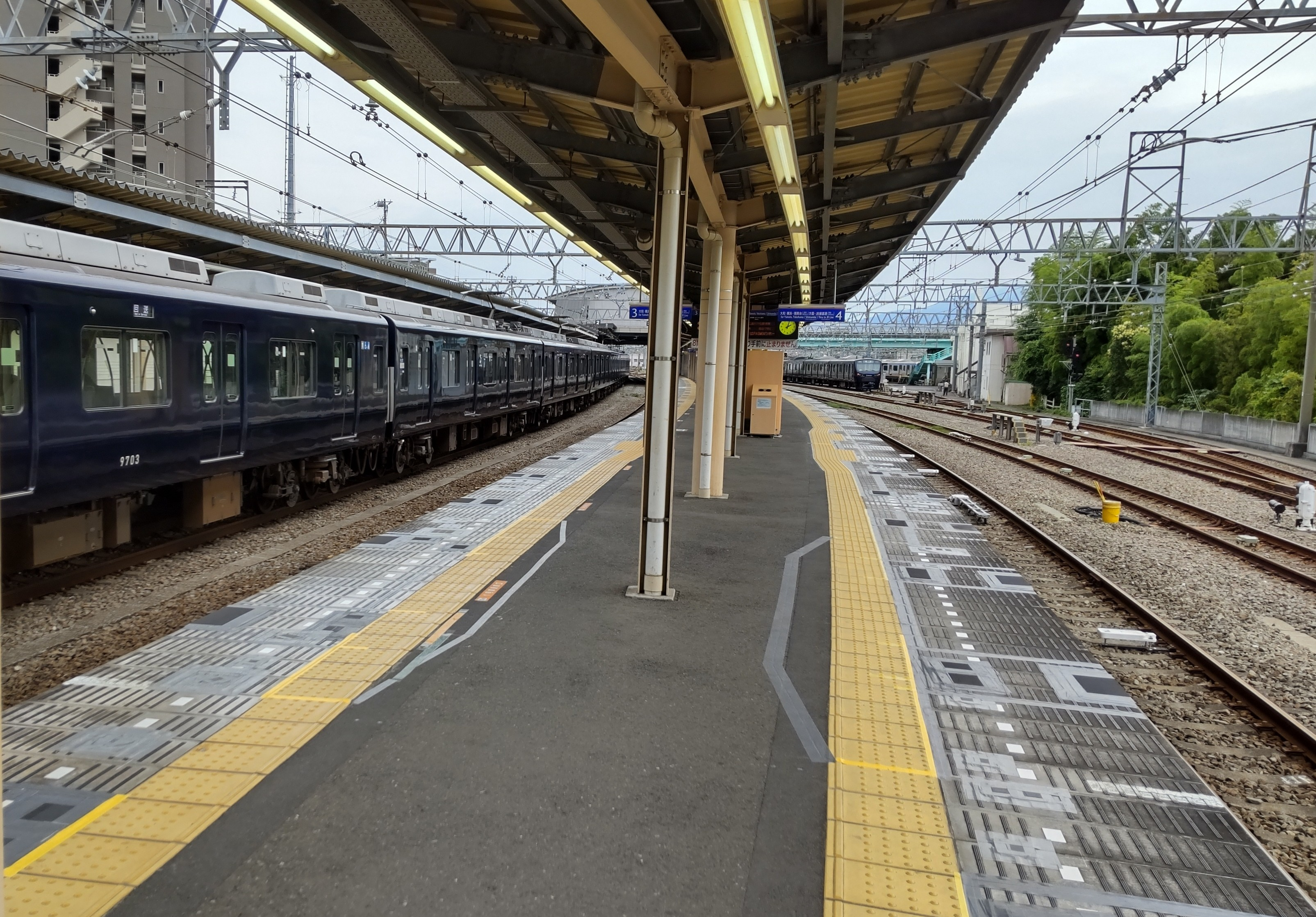
ホームと車両基地（2021年6月）

### 駅構内店舗
すべて西口改札外に所在する。
- ファミリーマート相鉄かしわ台駅店
- 海老名市役所 かしわ台駅連絡所
- ATM - 横浜銀行

## 利用状況
2024年度の1日平均乗降人員は17,548人である。相鉄線全27駅中第18位。
近年の1日平均乗降・乗車人員推移は下記の通り。
| 年度               | 1日平均 乗降人員 | 1日平均 乗車人員 | 出典                |
| ------------------ | ---------------- | ---------------- | ------------------- |
| 1995年（平成07年） |                  | 11,236           | [ 神奈川県統計 1 ]  |
| 1998年（平成10年） |                  | 10,518           | [ 神奈川県統計 2 ]  |
| 1999年（平成11年） | 21,130           | 10,144           | [ 神奈川県統計 3 ]  |
| 2000年（平成12年） |                  | 9,952            | [ 神奈川県統計 3 ]  |
| 2001年（平成13年） |                  | 9,571            | [ 神奈川県統計 4 ]  |
| 2002年（平成14年） |                  | 9,441            | [ 神奈川県統計 5 ]  |
| 2003年（平成15年） | 19,147           | 9,264            | [ 神奈川県統計 6 ]  |
| 2004年（平成16年） | 19,111           | 9,294            | [ 神奈川県統計 7 ]  |
| 2005年（平成17年） | 19,333           | 9,477            | [ 神奈川県統計 8 ]  |
| 2006年（平成18年） | 19,361           | 9,533            | [ 神奈川県統計 9 ]  |
| 2007年（平成19年） | 19,737           | 9,775            | [ 神奈川県統計 10 ] |
| 2008年（平成20年） | 19,577           | 9,721            | [ 神奈川県統計 11 ] |
| 2009年（平成21年） | 19,070           | 9,470            | [ 神奈川県統計 12 ] |
| 2010年（平成22年） | 19,048           | 9,474            | [ 神奈川県統計 13 ] |
| 2011年（平成23年） | 18,714           | 9,307            | [ 神奈川県統計 14 ] |
| 2012年（平成24年） | 18,811           | 9,356            | [ 神奈川県統計 15 ] |
| 2013年（平成25年） | 19,066           | 9,493            | [ 神奈川県統計 16 ] |
| 2014年（平成26年） | 18,701           | 9,323            | [ 神奈川県統計 17 ] |
| 2015年（平成27年） | 19,147           | 9,548            | [ 神奈川県統計 18 ] |
| 2016年（平成28年） | 18,973           | 9,466            | [ 神奈川県統計 19 ] |
| 2017年（平成29年） | 18,990           | 9,484            | [ 神奈川県統計 20 ] |
| 2018年（平成30年） | 18,811           | 9,378            | [ 神奈川県統計 21 ] |
| 2019年（令和元年） | 18,665           | 9,343            | [ 神奈川県統計 22 ] |
| 2020年（令和02年） | 14,280           | 7,148            | [ 神奈川県統計 23 ] |
| 2021年（令和03年） | 14,949           | 7,481            | [ 神奈川県統計 24 ] |
| 2022年（令和04年） | 16,232           | 8,137            | [ 神奈川県統計 25 ] |
| 2023年（令和05年） | 17,194           |                  |                     |
| 2024年（令和06年） | 17,548           |                  |                     |

## 駅周辺
- かしわ台スクエア
  - そうてつローゼン かしわ台店
  - ゆめみ処おふろの王様 海老名店（スーパー銭湯）
  - クリエイトSD かしわ台スクエア店
  - コスモ石油 セルフピュアかしわ台店
- クリエイトSD えびなかしわ台店[注釈 1]
- ウェルパーク 海老名かしわ台店
- ファッションセンターしまむら かしわ台店
- ダイソー 海老名かしわ台店
- 湘陽かしわ台病院[注釈 2]
- 北部公園
- 海老名市消防署北分署
- かしわ台駅前郵便局
- 大塚本町郵便局
- 海老名市立柏ケ谷小学校
- 工場関係
  - パブコ 本社[注釈 3]
  - 日立産機システム 相模事業所[注釈 4]
  - ホーム食品 - 豆腐の製造メーカー

## バス路線
かしわ台駅前ロータリー
- 海老名市コミュニティバス（相鉄バス）
  - <国分ルート> 緑苑経由海老名駅行
  - <上今泉ルート> 上今泉五丁目北経由海老名駅西口行
- 綾瀬市コミュニティバス「かわせみ」（相鉄バス）
  - <1号車> 綾瀬高校経由綾瀬市役所行

かしわ台駅
- 神奈川中央交通
  - <海03> 県営団地入口経由海老名駅東口行
- 海老名市コミュニティバス（相鉄バス）
  - <国分ルート> 緑苑経由海老名駅行
  - <上今泉ルート> 上今泉五丁目北経由海老名駅（ビナガーデンズ）行

かしわ台駅入口
- 座間市コミュニティバス
  - <さがみ野コース> 立野台公園前経由座間市役所行 / さがみ野駅入口経由東原コミュニティセンター行

かしわ台駅前ロータリーバス停は駅西口に隣接、かしわ台駅バス停は駅西口より徒歩1分、かしわ台駅入口バス停は東口にある。

## 隣の駅
相模鉄道
 相鉄本線
■特急
通過
■通勤急行（平日上りのみ運転）・■快速・■各駅停車
さがみ野駅 (SO16) - かしわ台駅 (SO17) - （相模国分信号所） - 海老名駅 (SO18)
当駅 - 海老名駅の駅間距離は2.8 kmであり、相鉄本線では最も長い。